# Paktika
Ne doit pas être confondu avec Paktiya.

Districts de la province de Paktika

Paktika ou Paktîkâ est une province du sud-est de l'Afghanistan. Sa capitale est Charan.

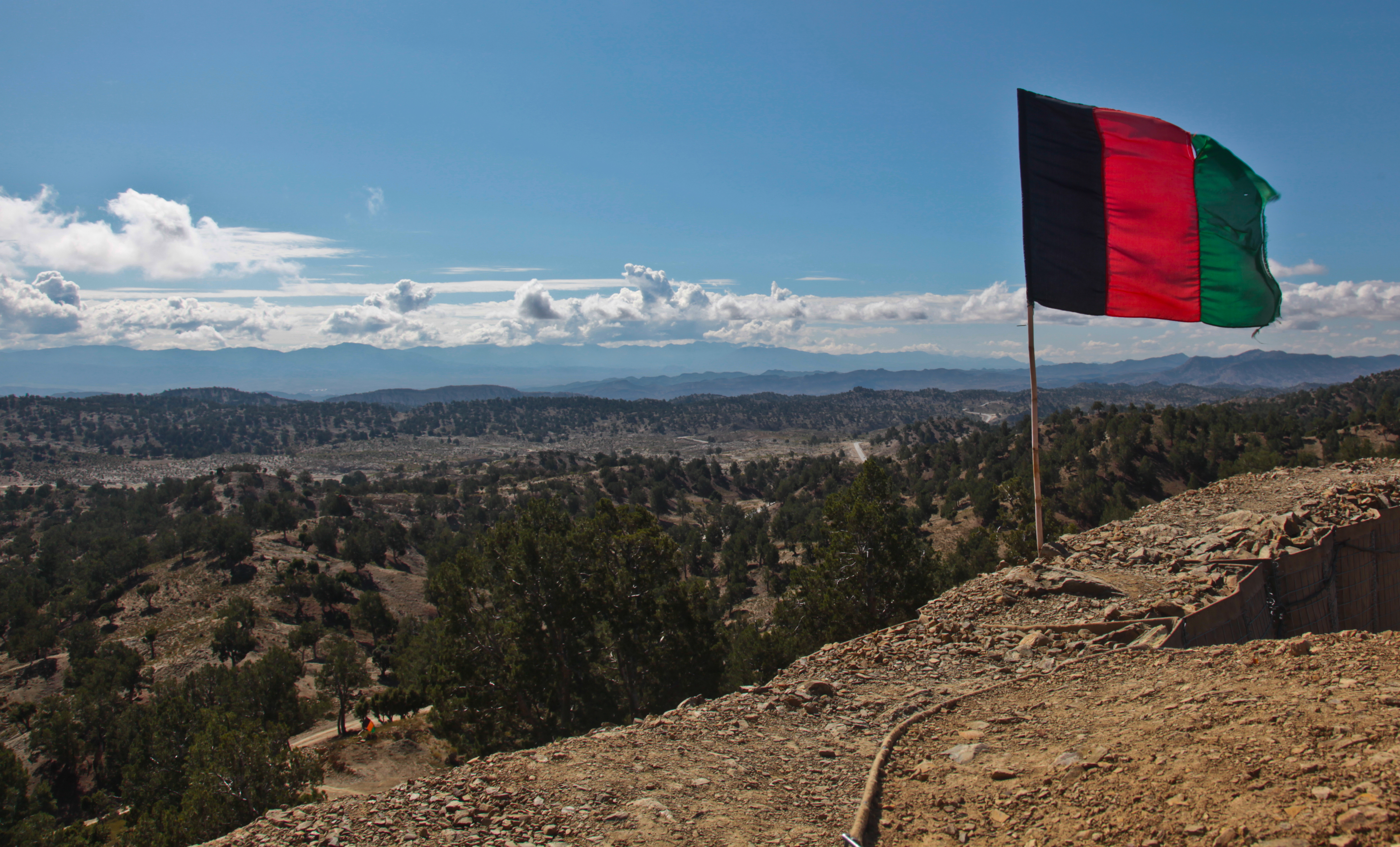
Le drapeau national afghan (2002-2021) surplombe une vallée depuis un poste d'observation de la province de Paktika en Afghanistan